# 康斯坦蒂亞 (紐約州普查規定居民點)
康斯坦蒂亞（英語：Constantia）是位於美國紐約州奧斯威戈縣的普查規定居民點。

## 人口
根據2020年美國人口普查的數據，康斯坦蒂亞的面積為7.87平方千米，當中陸地面積為7.85平方千米，而水域面積為0.02平方千米。當地共有人口1109人，而人口密度為每平方千米140.91人。